# Maskotka igrzysk olimpijskich

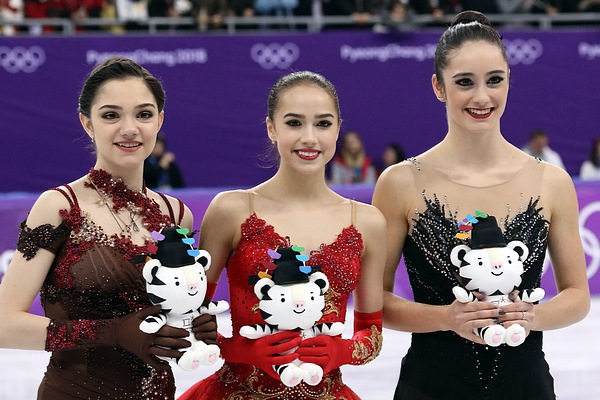
Medalistki Zimowych Igrzysk Olimpijskich 2018 na podium z maskotkami Igrzysk

Maskotka igrzysk olimpijskich – oficjalna maskotka letnich lub zimowych igrzysk olimpijskich.
Po raz pierwszy maskotka olimpijska pojawiła się w 1968 na Zimowych Igrzyskach Olimpijskich w Grenoble (Francja). Od tej pory na każde igrzyska projektowana jest jedna lub kilka maskotek. Zwykle są to zwierzęta charakterystyczne dla danego obszaru. Po raz pierwszy maskotka była wykorzystywana na szerszą skalę w promocji igrzysk podczas Letnich Igrzysk Olimpijskich 1980 w Moskwie. Niedźwiadek Misza pojawił się nie tylko podczas ceremonii otwarcia i zamknięcia igrzysk, ale i w filmie animowanym oraz na oficjalnych produktach handlowych.

## Maskotki Igrzysk Olimpijskich
| Igrzyska                         | Miasto                       | Maskotka                                          | Postać                                                                                                   | Projektant                                                                   | Symbolika | Zdjęcie | źr.                  |
| -------------------------------- | ---------------------------- | ------------------------------------------------- | --- | ---------------------------------------------------------------------------- | --- | ------- | -------------------- |
| Letnie Igrzyska Olimpijskie 1932 | Los Angeles                  | Smokey                                            | pies |                                                                              | Nieoficjalna maskota, jedyna będąca żywym stworzeniem |         | [ 1 ]                |
| Letnie Igrzyska Olimpijskie 1964 | Tokio                        | Kapa                                              | kappa | nieznany                                                                     | Mityczne stworzenie |         | [ 2 ]                |
| Zimowe Igrzyska Olimpijskie 1968 | Grenoble                     | Schuss                                            | stylizowany narciarz                                                                                     | Aline Lafargue                                                               | |         | [ 3 ]                |
| Letnie Igrzyska Olimpijskie 1968 | Meksyk                       | Chac Mool                                         | czerwony jaguar                                                                                          | Nieznany                                                                     | Wzorowany na kształcie tronu w El Castillo, piramidy z Chichén Itzá Jeden z symboli Meksyku. |         | [ 4 ]                |
| Letnie Igrzyska Olimpijskie 1968 | Meksyk                       | Paloma de la Paz                                  | gołąb | Eduardo Terrazas i Lance Wyman                                               | Stylizowana biała gołębica, reprezentująca hasło igrzysk – „Los juegos de la Paz” („Zawody pokoju”). |         | [ 4 ]                |
| Zimowe Igrzyska Olimpijskie 1972 | Sapporo                      | Takuchan                                          | niedźwiedź                                                                                               | Seiko design department                                                      | Występujący na wyspie Hokkaido niedźwiedź brunatny jako najsilniejsze zwierzę fauny Japonii. |         | [ 5 ]                |
| Letnie Igrzyska Olimpijskie 1972 | Monachium                    | Waldi                                             | jamnik                                                                                                   | Otl Aicher                                                                   | Popularna w Bawarii rasa, symbolizująca atrybuty sportowców – odporność, upór i zwinność. |         | [ 6 ]                |
| Zimowe Igrzyska Olimpijskie 1976 | Innsbruck                    | Schneemann                                        | bałwan                                                                                                   | Walter Pötsch                                                                | Reprezentująca Prostotę Zawodów. |         | [ 7 ]                |
| Letnie Igrzyska Olimpijskie 1976 | Montreal                     | Amik                                              | bóbr | Yvon Laroche, Pierre-Yves Pelletier, Guy St-Arnaud and George Huel           | Jeden z symboli Kanady |         | [ 8 ]                |
| Zimowe Igrzyska Olimpijskie 1980 | Lake Placid                  | Roni                                              | szop pracz                                                                                               | Donald Moss                                                                  | Kształt twarzy nawiązuje do czapki i gogli używanych przez zawodników. Nazwany na cześć pasma górskiego Adirondack. |         | [ 9 ]                |
| Letnie Igrzyska Olimpijskie 1980 | Moskwa                       | Misza                                             | niedźwiedź                                                                                               | Wiktor Cziżykow                                                              | Niedźwiedzie były narodowym symbolem Związku Radzieckiego. |         | [ 10 ]               |
| Zimowe Igrzyska Olimpijskie 1984 | Sarajewo                     | Vučko                                             | mały wilk                                                                                                | Jože Trobec                                                                  | Symbolizował pragnienie ludzi, by zaprzyjaźnić się ze zwierzętami. |         | [ 11 ]               |
| Letnie Igrzyska Olimpijskie 1984 | Los Angeles                  | Sam                                               | bielik amerykański                                                                                       | Robert Moore (Disney)                                                        | Symbol narodowy USA. |         | [ 12 ]               |
| Zimowe Igrzyska Olimpijskie 1988 | Calgary                      | Hidy & Howdy                                      | Dwa niedźwiedzie polarne                                                                                 | Sheila Scott                                                                 | Symbolizują gościnność Zachodniej Kanady. |         | [ 13 ]               |
| Letnie Igrzyska Olimpijskie 1988 | Seul                         | Hodori                                            | Dwa tygrysy                                                                                              | Hyun Kim                                                                     | Zwierzęta popularne w koreańskich legendach. |         | [ 14 ]               |
| Zimowe Igrzyska Olimpijskie 1992 | Albertville                  | Magique                                           | człowiek-gwiazda                                                                                         | Philippe Mairesse                                                            | „Kanciasty” kształt symbolizował wagę techniki w sporcie. Imię Magique (Magiczny) odnosi się do skojarzeń gwiazd z magią. |         | [ 15 ]               |
| Letnie Igrzyska Olimpijskie 1992 | Barcelona                    | Cobi                                              | kubistyczny owczarek kataloński                                                                          | Javier Mariscal                                                              | Stworzony w stylu kubizmu. |         | [ 16 ]               |
| Zimowe Igrzyska Olimpijskie 1994 | Lillehammer                  | Håkon & Kristin                                   | dwoje norweskich dzieci                                                                                  | Kari oraz Werner Grossman                                                    | Ubrane w tradycyjne, norweskie stroje, symbolizują bogactwo tamtejszej kultury. |         | [ 17 ]               |
| Letnie Igrzyska Olimpijskie 1996 | Atlanta                      | Izzy                                              | abstrakcyjne stworzenie                                                                                  |                                                                              | Pierwsza komputerowo stworzona maskotka. Jej imię pochodzi od zlepki słownej „Whatizziit?” („co to jest?”) |         | [ 18 ]               |
| Zimowe Igrzyska Olimpijskie 1998 | Nagano                       | The Snowlets Sukki, Nokki, Lekki & Tsukki         | cztery sowy śnieżne                                                                                      |                                                                              | Reprezentują cztery główne wyspy japońskie i cztery żywioły: ogień (Sukki), powietrze (Nokki), ziemię (Lekki) i wodę (Tsukki). Nazwa „Snowlets” pochodzi od zlepki pierwszych liter imion sów. |         | [ 19 ]               |
| Letnie Igrzyska Olimpijskie 2000 | Sydney                       | Olly                                              | kukabura                                                                                                 | Matthew Hatton                                                               | Symbol szczodrości i ducha olimpijskiego. Nazwa od Olymic (Olimpiada) |         | [ 20 ]               |
| Letnie Igrzyska Olimpijskie 2000 | Sydney                       | Syd                                               | dziobak                                                                                                  | Matthew Hatton                                                               | Symbol środowiska i energiczności Australijczyków. Nazwa od Sydney |         | [ 20 ]               |
| Letnie Igrzyska Olimpijskie 2000 | Sydney                       | Millie                                            | kolczatka                                                                                                | Matthew Hatton                                                               | Symbol nowego tysiąclecia. Nazwa od New Millennium (Nowe Milenium) |         | [ 20 ]               |
| Letnie Igrzyska Olimpijskie 2000 | Sydney                       | Fatso the Fat Arsed Wombat                        | wombat                                                                                                   | Paul Newell, Greig Pickhaver i John Doyle                                    | Nieoficjalna maskotka |         | [ 20 ]               |
| Zimowe Igrzyska Olimpijskie 2002 | Salt Lake City               | Copper                                            | kojot | Steve Small, Landor Associates and Publicis                                  | Reprezentował "Wyżej" z motta olimpijskiego |         | [ 21 ]               |
| Zimowe Igrzyska Olimpijskie 2002 | Salt Lake City               | Powder                                            | zając amerykański                                                                                        | Steve Small, Landor Associates and Publicis                                  | Reprezentował „Szybciej” z motta olimpijskiego |         | [ 21 ]               |
| Zimowe Igrzyska Olimpijskie 2002 | Salt Lake City               | Coal                                              | niedźwiedź                                                                                               | Steve Small, Landor Associates and Publicis                                  | Reprezentował "Mocniej" z motta olimpijskiego. Jest też trzecią maskotką-niedźwiedziem |         | [ 21 ]               |
| Letnie Igrzyska Olimpijskie 2004 | Ateny                        | Athena & Phevos                                   | brat i siostra                                                                                           | Spyros Gogos                                                                 | Dwoje teraźniejszych dzieci symbolizujących greckich bogów – Atenę i Apollo Phoebusa |         | [ 22 ]               |
| Zimowe Igrzyska Olimpijskie 2006 | Turyn                        | Neve & Gliz                                       | humanoidalne śnieżka i kostka lodu                                                                       | Pedro Albuquerque                                                            | Śnieg i Lód są niezbędnymi elementami rozegrania udanych Zimowych Igrzysk Olimpijskich |         | [ 23 ]               |
| Letnie Igrzyska Olimpijskie 2008 | Pekin                        | Fuwa: Bèibei， Jīngjing, Huānhuan, Yingying, Nīni | ryba, panda wielka, ogień olimpijski, antylopa tybetańska, jaskółka                                      | Han Meilin                                                                   | Wspólnie nazywane "Fuwa”. 5 imion pochodzi z chińskiej frazy: „Beijing huan ying ni”, co oznacza „Pekin was wita”. Reprezentują pięć kół olimpijskich i praktykę feng shui |         | [ 24 ]               |
| Zimowe Igrzyska Olimpijskie 2010 | Vancouver                    | Miga                                              | mityczny niedźwiedź morski                                                                               | Vicki Wong i Michael Murphy (Meomi Design)                                   | Miga to niedźwiedź morski, mityczne zwierzę będące po części orką, a po części niedźwiedziem Kermode. Niedźwiedź Kermode, zwany także „Baribalem Białym”, żyje wyłącznie w Kolumbii Brytyjskiej. |         | [ 25 ] [ 26 ]        |
| Zimowe Igrzyska Olimpijskie 2010 | Vancouver                    | Quatchi                                           | Wielka Stopa                                                                                             | Vicki Wong i Michael Murphy (Meomi Design)                                   | Quatchi to sasquatch, popularna postać z lokalnej legendy, która mieszka w lesie. Jest pokryty grubym futrem, nosi buty i nauszniki. |         | [ 25 ] [ 26 ]        |
| Zimowe Igrzyska Olimpijskie 2010 | Vancouver                    | Mukmuk                                            | świstak z Vancouver                                                                                      | Vicki Wong i Michael Murphy (Meomi Design)                                   | Mukmuk jest przyjacielem Migi i Quatchiego. Jest maskotką nieoficjalną, występującą w materiałach promocyjnych. Inspiracją dla Mukmuka był rzadki i zagrożony gatunek świstaka, który żyje tylko na wyspie w Vancouver. Jego imię pochodzi od słowa „muckamuck”, oznaczającego w języku czinuk „jedzenie”. |         | [ 25 ] [ 26 ]        |
| Letnie Igrzyska Olimpijskie 2012 | Londyn                       | Wenlock                                           | kropla stali                                                                                             | Michael Morpurgo                                                             | Na cześć wioski Much Wenlock w Shropshire, która była organizatorem prekursora igrzysk olimpijskich w XIX wieku. |         | [ 27 ]               |
| Zimowe Igrzyska Olimpijskie 2014 | Soczi                        | Leopard, Zajka i Miszka                           | lampart, zajączek, niedźwiedź polarny                                                                    | Sylwia Pietrowa (lampart), Oleg Seredeczny (niedźwiedź) Wadim Pak (zajączek) | |         | [ 28 ]               |
| Letnie Igrzyska Olimpijskie 2016 | Rio de Janeiro               | Vinicius                                          | Stworzenie łączące cechy kilku zwierząt. Zwinność – kota, skoczność – małpy i umiejętności lotne – ptaka | Birdo Produções                                                              | Imię maskotki pochodzi od brazylijskiego poety i muzyka Viniciusa de Moraesa. |         | [ 29 ]               |
| Zimowe Igrzyska Olimpijskie 2018 | Pjongczang                   | Soohorang                                         | Biały Tygrys                                                                                             | Mass C&G                                                                     | Imię Soohorang stanowi zlepek słów i sylab. Po koreańsku sooho oznacza ochronę, ma być zatem tygrysem, sprawującym ochronę nad przebiegiem igrzysk olimpijskich. Natomiast rang jest częścią słowa ho-rang-i, które po koreańsku oznacza tygrysa. Dodatkowo rang odnosi się do słynnej, koreańskiej pieśni ludowej Arirang, która śpiewana jest w zastępstwie hymnu narodowego, na międzynarodowych imprezach sportowych. |         | [ 30 ] [ 31 ] [ 32 ] |
| Letnie Igrzyska Olimpijskie 2020 | Tokio                        | Miraitowa                                         | Robot | Ryo Taniguchi                                                                | Robot inspirowany superbohaterami, który ucieleśnia zarówno tradycję, jak i innowacje. Maskotka olimpijska została wybrana spośród kilku projektów nadesłanych przez uczniów i ilustratorów z całej Japonii. |         | [ 33 ]               |
| Zimowe Igrzyska Olimpijskie 2022 | Pekin                        | Bing Dwen Dwen                                    | Panda | Cao Xue                                                                      | Dzięki lodowej skórze, złotemu sercu i zamiłowaniu do wszystkich sportów zimowych Bing dzieli się prawdziwym duchem igrzysk olimpijskich z całym światem. |         | [ 34 ]               |
| Letnie Igrzyska Olimpijskie 2024 | Paryż                        | Frygijki                                          | Czapki frygijskie                                                                                        | Komitet Organizacyjny Paryż 2024                                             | Projekt jest interpretacją francuskiego elementu dziedzictwa kulturowego, który w historii symbolizował wolność. |         | [ 35 ] [ 36 ]        |
| Zimowe Igrzyska Olimpijskie 2026 | Mediolan i Cortina d’Ampezzo | Tina                                              | Biały gronostaj                                                                                          | Uczniowie Istituto Comprensivo w Tavernie                                    | Imię Tina pochodzi od nazwy miasta-gospodarza Cortina d’Ampezzo. |         | [ 37 ]               |

## Maskotki Igrzysk Olimpijskich Młodzieży
| Igrzyska                                   | Miasto       | Maskotka    | Postać                           | Projektant                              | Symbolika | Zdjęcie | źr.    |
| ------------------------------------------ | ------------ | ----------- | -------------------------------- | --------------------------------------- | --- | ------- | ------ |
| Letnie Igrzyska Olimpijskie Młodzieży 2010 | Singapur     | Lyo i Merly | Lew i Merlion                    | Cubix International                     | Postacie nawiązują do nazwy Singapuru – „Miasta Lwa” – oraz do Merliona, narodowego symbolu Singapuru. |         | [ 38 ] |
| Zimowe Igrzyska Olimpijskie Młodzieży 2012 | Innsbruck    | Yoggl       | Kozica alpejska                  | Florencia Demaría i Luis Andrés Abbiati | Reprezentuje charakter miasta–gospodarza Igrzysk |         | [ 39 ] |
| Letnie Igrzyska Olimpijskie Młodzieży 2014 | Nankin       | Lele        | Kamień Yuhua                     |                                         | LeLe jest inspirowane unikalną cechą naturalną miasta gospodarza, znaną jako „Rain-Flower Pebble” (tłumaczone również jako „Riverstone”). Projekt maskotki przyjmuje typowy kształt i wygląd tego kamienia, ale w kreatywny i artystyczny sposób, podkreślając kolory z palety emblematu. Słowo „lele” reprezentuje dźwięk zderzających się kamieni i jest wymawiane jak chińskie słowo oznaczające szczęście lub radość. |         | [ 40 ] |
| Zimowe Igrzyska Olimpijskie Młodzieży 2016 | Lillehammer  | Sjogg       | Ryś                              | Linia Ansethmoen                        | Imię „Sjogg” w dialektach Gudbrandsdalsmål oznacza „śnieg” |         | [ 41 ] |
| Letnie Igrzyska Olimpijskie Młodzieży 2018 | Buenos Aires | Pandi       | Jaguar                           | Human Full Agency                       | Imię Pandi to połączenie naukowej nazwy jaguara (Panthera onca) oraz związku maskotki ze „światem cyfrowym”. |         | [ 42 ] |
| Zimowe Igrzyska Olimpijskie Młodzieży 2020 | Lozanna      | Yodli       | Hybryda krowy, bernardyna i kozy | ERACOM                                  | Yodli to krzyżówka krowy, kozy i psa rasy Saint Bernard, które powszechnie występują w szwajcarskich górach. Nazwa pochodzi od jodłowania. |         | [ 43 ] |
| Zimowe Igrzyska Olimpijskie Młodzieży 2024 | Gangwon      | Moongcho    | Śnieżka                          | Soo-Yeon Park                           | Postać została pomyślana jako kula śnieżna, którą stworzyli w bitwie na śnieżki między Soohorangiem i Bandabim. |         | [ 44 ] |